# Regno di Koya
Il regno di Koya, conosciuto anche come regno Temne o Koya-Temne, fu uno stato africano precoloniale istituito dall'etnia temne e situato nel nord dell'attuale Sierra Leone.
Il regno fu fondato intorno al 1500 dai Temne in cerca di sbocchi commerciali verso l'oceano, visto che i mercanti europei, soprattutto portoghesi, avevano iniziato a aprire rotte commerciali nella regione.
Il Regno di Koya mantenne relazioni diplomatiche con inglesi e francesi nel XVIII secolo, e ai figli dei nobili temne fu permesso di cercare un'istruzione occidentale all'estero. Koya commerciava anche con gli stati islamici a nord e, pur rimanendo fondamentalmente pagano, aveva cittadini musulmani all'interno dei suoi confini.
Sotto il regno di Nembanga (1775–1793), il regno di Koya firmò un trattato che rese possibile la fondazione di una colonia britannica nella penisola della Sierra Leone nel 1788. Dal 1801 al 1807, Koya combatté una guerra con i coloni britannici e i Susu, in seguito alla quale perse la costa settentrionale della Sierra Leone a favore degli inglesi e la città di Port Loko a favore dei Susu. Tuttavia, Koya rimase una potenza nella regione. Nel 1815 il regno combatté un'altra guerra con i Susu, riconquistando Port Loko. Nel 1841, Koya sconfisse la tribù Loko di Kasona sul fiume Mabaole. In risposta ad un bombardamento britannico, il regno espulse i missionari della Church Missionary Society che operavano a Magbela nel 1860.
Il regno divenne infine un protettorato britannico nel 1896.